# Albanus Glacier
Albanus Glacier är en glaciär i Antarktis. Den ligger i Västantarktis. Nya Zeeland gör anspråk på området. Albanus Glacier ligger 883 meter över havet.
Terrängen runt Albanus Glacier är varierad. Trakten är obefolkad. Det finns inga samhällen i närheten. 